# Estádio Ali Sami Yen
O Estádio Ali Sami Yen foi um estádio de futebol localizado no bairro de Mecidiyeköy, na cidade de Istambul, na Turquia. Inaugurado em 1945, foi durante décadas a casa do tradicional Galatasaray Spor Kulübü, um dos maiores clubes do país, onde mandou seus jogos por competições nacionais e continentais. O nome do estádio rende homenagem a Ali Sami Yen, futebolista e treinador turco, fundador e primeiro presidente do Galatasaray.
Inicialmente com capacidade para receber apenas 15 000 espectadores, o estádio passou por sucessivas reformas em 1964 e em 1996, além de ter sido totalmente remodelado em 2008, que expandiram sua capacidade máxima para 24 354 espectadores.

## História
O estádio começou a ser construído em 1943, mas com a Segunda Guerra Mundial, apenas uma parte foi inaugurada em 1945. A construção continuou e o estádio só foi totalmente concluído em 1964, sendo inaugurado em 20 de dezembro daquele ano, com uma partida amistosa entre Turquia e Bulgária que terminou em 0–0 e foi assistida por 48 600 espectadores, o recorde de público da história do estádio.
O sistema de iluminação foi instalado em 1965, possibilitando sediar jogos noturnos. Por conta da massa de torcedores apaixonados que assiduamente frequenta o estádio em dia de jogos em casa e proporciona uma grande festa nas arquibancadas, o estádio recebeu o apelido de Inferno pelos torcedores, diante de inúmeros relatos de jogadores de equipes adversárias que confessaram terem ficado intimidados com a pressão da torcida. Foi palco de várias vitórias do Galatasaray contra clubes como Barcelona, Real Madrid, Manchester United, Juventus, Milan e PSV Eindhoven.

## Fechamento
Com a inauguração do moderno Complexo Esportivo Ali Sami Yen em 15 de janeiro de 2011, o último jogo oficial do Galatasaray em seu antigo estádio ocorreu quatro dias antes, em 11 de janeiro, contra o Beypazarı Şekerspor em partida oficial válida pela fase de grupos da Copa da Turquia. Liderados pelo capitão Arda Turan, o clube venceu a partida por 3–1 e despediu–se dignamente de sua antiga casa com a classificação para as quartas–de–final da competição.
O estádio foi demolido em 13 de abril de 2011.